# Ulmeni, Călărași
Ulmeni là một xã thuộc hạt Călărași, România. Dân số thời điểm năm 2002 là 5357 người.